# 汪宗伊
汪宗伊（1510年—1587年），字于衡，號少泉，湖廣武昌府崇陽縣（今湖北省崇陽縣）人，軍籍，明朝政治人物，同進士出身。汪文盛之子。

## 生平
嘉靖十三年（1534年）甲午科湖廣鄉試第一名。嘉靖十七年（1538年）登戊戌科会试第23名，三甲172名進士。观政後乞歸家养親。二十八年谒选，授江西浮梁縣知縣，丁父忧归。服阕，擢授吏部文选司主事，改兵部武选司，历升兵部员外郎、郎中。楊繼盛彈劾嚴嵩與其孫嚴鵠冒功之事，汪宗伊商議并不阻撓，至此得罪嚴嵩，自己免職歸鄉。
家居十七年，隆慶三年（1569年），起用為南京吏部文选司郎中，八月升尚宝司少卿，四年十一月升本司卿，五年二月升南京太常寺少卿。
神宗即位，萬曆元年（1573年）十月升光禄寺卿，二年八月升應天府府尹，在任期間裁減供給，減免每年百姓財稅。三年六月升爲南京大理寺卿，四年二月升南京户部右侍郎、提督粮储，五年十二月升南京都察院右都御史，六年六月，三遷為戶部尚書，總督倉場。八年五月改任南京吏部尚書，赴南京途中上疏以病乞休，归休八年，萬曆十五年十二月卒于家。天啓初年，追謚恭惠。

## 家族
曾祖汪璉，曾任壽官；祖父汪藻，曾任監生 封兵部主事 贈中宛大夫都察院右僉都御史；继父汪文盛，曾任都察院右僉都御史。继母彭氏（封恭人）。具庆下。生父汪文明，生母杨氏，生四子：长子通政使汪宗元、次子尚宝司卿汪宗凯、次舉人汪宗召、次即汪宗伊，继叔父文盛为後。